# Mar de Java
El mar de Java (en indonesio, Laut Jawa) es un mar perimetral del océano Índico, localizado justo en el límite sur del océano Pacífico. Se formó a finales de la última Edad de Hielo y tiene cerca de 310.000 km². Se sitúa en medio de las islas indonesias de Borneo al norte, Java al sur, Sumatra al oeste y Célebes al este. 

## Geografía
Al noroeste, el estrecho de Karimata (entre las islas de Borneo y Belitung) lo conecta con el mar de la China Meridional; al sur, el estrecho de la Sonda (entre las islas de Java y Sumatra) lo comunica con el Índico; al noreste, el estrecho de Macasar (entre la isla de Borneo y las Célebes), con el mar de Célebes; y al este, comunica con el mar de Flores y el mar de Bali.
El mar de Java cubre la sección sur de los 1.790.000 km² de la Plataforma de la Sonda. Es un mar poco profundo, tiene una profundidad media de 46 m. Mide unos 1600 km este-oeste por 380 km norte-sur[4] y ocupa una superficie total de 320.000 km².
Se formó a medida que el nivel del mar aumentó al final de la última época glacial. Su fondo casi uniformemente plano, y la presencia de canales de drenaje (trazables en las desembocaduras de los ríos de las islas), indican que la plataforma de la Sonda fue una vez una zona de tierra estable, seca y de bajorrelieve (peneplano ) por encima de la cual se quedaron varios inselbergs (colinas de granito que, por su resistencia a la erosión, forman las islas actuales).
Con más de 3.000 especies de vida marina en el área, la pesca es una importante actividad económica. El área en torno al mar de Java es un destino turístico muy popular. El buceo ofrece la posibilidad de explorar y fotografiar cuevas submarinas, corales, esponjas y otros tipos de vida marina. Entre las áreas protegidas de la región, se pueden destacar el parque nacional de Ujung Kulon, cerca de Yakarta, el parque nacional de Karimunjawa, un parque nacional compuesto por 22 islas, y la isla de Menjagan, cerca de Bali. Además del parque nacional marino de Karimunjawa y Miles de Islas, que se encuentran al norte de la parte continental de Yakarta.

## Delimitación de la IHO
La máxima autoridad internacional en materia de delimitación de mares, la Organización Hidrográfica Internacional («International Hydrographic Organization, IHO), considera el mar de Java como un mar. En su publicación de referencia mundial, «Limits of oceans and seas» (Límites de océanos y mares, 3.ª edición de 1953), le asigna el número de identificación 48 (n) —correspondiente a uno de los mares del archipiélago de las Indias Orientales (Indonesia)— y lo define de la forma siguiente:

En el norte.
 Por el límite sur del mar de China Meridional (49), la costa sur de Borneo y el límite sur del estrecho de Macasar (48 m).
En el este.
 Por el límite occidental del mar de Flores (48j).
 En el sur.
 Por los límites norte y noroeste del mar de Bali (48l), las costas norte y oeste de Java hasta Java Hoofd (6°46'S, 105°12'E) su punto occidental, y desde allí una línea hasta Vlakke Hoek (5°E 55 'S, 104º35') el extremo sur de Sumatra.
 En el oeste.
La costa oriental de Sumatra, entre Vlakke Hoek y punta Lucipara (3°1,4'S, 106°05'E).

[Límite sur del mar de China Meridional (49). Los  límites este y sur de los estrecho de Singapur y  Malaca (46) por el oeste hasta Tanjong Kedabu (1º06'N, 102°58'E) descendiendo por la costa oriental de Sumatra hasta punta Lucipara (3°14'S, 106°05'E) de allí a Tanjong Nanka, el extremo suroeste de la isla de Banka, a través de esta isla hasta Tanjong Berikat, el punto oriental (2º34'S, 106º51'E), hasta Tanjong Djemang (2°36 'S, 107°37'E) en Billiton, a lo largo de la costa norte de esta isla hasta Tanjong Boeroeng Mandi (2°46'S, 108°16'E) y de allí un linea a Tanjong Sambar (3°00'S, 110º19'E), el extremo sudoeste de Borneo.]

[Límite occidental del Mar de Flores (48j).  Una línea de Tg Sarokaja a la isla Paternoster Occidental (7°26'S, 117°08'E) y desde allí a la isla Postiljon Noreste (6°33'S, 118°49' E) y la punta occidental de la bahía de Laikang, Célebes.]

[Límites norte y noroeste del mar de Bali (48l).  En el norte.  Una línea de la Isla Paternoster Occidental hasta la punto oriental de Sepandjang y de allí a través de esta isla al extremo oeste de la bahía Gedeh, en la costa sur de Kangean (7°01'S, 115°18' E). En el oeste.Una línea desde el extremo oeste de la bahía Gedeh, isla de Kangean, hasta Tg Sedano, el extremo noreste de Java y descendendo la costa oriental hasta Tg Bantenan, el extremo sudeste de la isla.]
Limits of oceans and seas, pág. 29-30.

## Clima
El clima del Mar de Java está influenciado por su ubicación en el archipiélago indonesio, entre las islas de Borneo, Java, Sumatra y Sulawesi. Se caracteriza por ser tropical, con temperaturas cálidas y alta humedad durante todo el año. La temperatura promedio del agua en el Mar de Java es de alrededor de 28-30 grados Celsius  
Hay dos estaciones principales en la región: la estación seca y la estación de lluvias. La estación seca generalmente dura de junio a septiembre, mientras que la estación de lluvias dura de diciembre a marzo. Durante la estación de lluvias, el Mar de Java puede experimentar fuertes precipitaciones y tormentas, como se menciona en un informe sobre las inundaciones en el norte de Yakarta. Además, la zona se ve afectada por el fenómeno de El Niño, que puede causar sequías y otros eventos climáticos extremos.
La ciudad de Yakarta, que se encuentra en la costa del Mar de Java, experimenta un clima monzónico tropical, con una temperatura media anual de 28.9 grados Celsius y una humedad relativa del 75%. Las precipitaciones anuales son de aproximadamente 1800 mm.
Además, Yakarta se está hundiendo a un ritmo alarmante, con partes de la ciudad hundiéndose entre 10 y 20 centímetros anualmente. Esto se debe a una combinación de factores, incluyendo el aumento del nivel del mar debido al cambio climático y también a  la extracción excesiva de agua subterránea.  
El clima del Mar de Java también se ve afectado por los monzones, que traen vientos y lluvias estacionales. Durante el monzón del noreste (diciembre a marzo), los vientos soplan desde el continente asiático hacia el mar, trayendo aire seco y fresco. Durante el monzón del suroeste (junio a septiembre), los vientos soplan desde el océano Índico hacia el continente, trayendo aire húmedo y cálido.

## Topografía del fondo marino
La topografía del fondo del mar de Java no es muy accidentada; en el fondo hay depresiones similares a los antiguos valles fluviales. En el centro la profundidad predominante es de 60-61 m.

## Corrientes
Las corrientes en el mar de Java están determinadas por el monzón: el monzón del este lleva agua del mar de Flores al mar de Java, el monzón del oeste lleva agua del mar de China Meridional al mar a través del estrecho de Karimata.
Durante los monzones del noroeste y el oeste, el agua se mueve hacia el este y el sudeste Es especialmente estable en enero y febrero. en los meses de transición, las corrientes se vuelven inestables en dirección.
También se observan fenómenos de marea, irregulares, diurnos y semidiurnos. En la costa norte de Java, la marea llega a los 1,0 m, al sur de Kalimantan - 1,4 m.

## Historia
El mar de Java fue el escenario de una de las batallas navales más sangrientas (para los Aliados) de la Segunda Guerra Mundial, en febrero y marzo de 1942, conocida como batalla del mar de Java. Las fuerzas navales de los Países Bajos, Gran Bretaña, Australia y los Estados Unidos fueron prácticamente destruidas al intentar defender la isla de Java de un ataque japonés.
El 28 de diciembre de 2014, el vuelo 8501 de Indonesia AirAsia se estrelló en el mar de Java mientras iba a Singapur desde Surabaya, Java oriental. Los 162 pasajeros y la tripulación murieron.
El 29 de octubre de 2018, el vuelo 610 de Lion Air se estrelló en el mar de Java poco después del despegue del aeropuerto internacional Soekarno-Hatta en Yakarta en dirección al aeropuerto de Depati Amir en Pangkal Pinang. Los 189 pasajeros y tripulantes a bordo se presumen muertos.
El 9 de enero de 2021, un Boeing 737-500 (PK-CLC) que operaba como vuelo Sriwijaya Air 182, se estrelló cerca de la isla de Laki, poco después de despegar del aeropuerto internacional de Soekarno-Hatta, en ruta hacia el aeropuerto internacional de Supadio, con 50 pasajeros y 12 tripulantes en bordo.

## Actividades económicas
Hace tiempo que se reconoce que la sección meridional del fondo marino es geológicamente similar a la del norte de Java, donde hay yacimientos de petróleo que se extienden bajo el mar. Las perspectivas son también favorables para los yacimientos petrolíferos en las aguas del sureste de Kalimantan. El mar de Java, donde se han realizado con éxito exploraciones de petróleo y gas natural, se ha convertido en la base del programa de exportación de Indonesia.
La pesca es una actividad económica importante en el mar de Java. Hay más de 3.000 especies de peces y la vida marina se encuentra muy desdarrollada en la zona. La zona es popular por su vida marina de corales y esponjas .
La zona que rodea el mar de Java es también un destino turístico muy popular. El submarinismo ofrece la posibilidad de explorar y fotografiar cavernas submarinas, pecios, corales, esponjas y otra vida marina.
La contaminación y las redes de deriva plantean un problema importante para la flora y la fauna. El calentamiento global y las temperaturas excesivas del agua también amenazan los arrecifes y su biodiversidad aquí. El blanqueamiento de corales convierte muchos arrecifes en desiertos de pedregal. Esto pone en peligro tanto el turismo como la pesca.
Hay varios parques nacionales en la zona. El parque nacional de Ujung Kulon está ubicado en el punto más occidental de Java. Karimunjawa es un parque nacional que consta de 27 islas al norte de Java Central. La isla de Menjagan, cerca de Bali, es un parque natural cerrado al público.
Las Mil islas están situadas al norte de la capital nacional, Yakarta, y son la única regencia (dependencia administrativa) de la ciudad. Las mismas abarcan un área total de 8,7 km² y la población es de unas 20.000 personas. Pulau Pramuka es la capital de las Mil Islas, aunque la más poblada es Panggang. Toda la zona es un parque marítimo nacional aunque el desarrollo está permitido en 37 islas. Algunas islas están deshabitadas, otras sin embargo tienen recursos turísticos y unas pocas son propiedad privada de yakartianos ricos.